# John Sissons
John Leslie Sissons (Hayes, 30 settembre 1945) è un ex calciatore inglese, di ruolo attaccante.

## Caratteristiche tecniche
Era un'ala molto abile con il piede sinistro, veloce ed intelligente, abile a superare in velocità i difensori che gli si opponevano. Venne allenato dall'allenatore Ron Greenwood a crossare sul primo palo, contrariamente alle indicazioni dell'epoca che prevedevano il cross sul secondo palo e nell'area del dischetto di rigore. Considerando uno dei migliori giovani talenti dell'epoca, non riuscì però a mantenere le attese, avendo una carriera molto inferiore alle aspettative dei suoi contemporanei.

## Carriera
Si forma calcisticamente nel West Ham Utd, entrando a far parte della prima squadra dall'ottobre 1962. Con gli Hammers milita sino al 1970 sempre nella massima serie inglese, vincendo la FA Cup 1963-1964, nella quale segnerà anche una rete nella finale con il Preston N.E., risultando così appena diciottenne il più giovane marcatore per l'epoca in una finale della competizione, la FA Charity Shield 1964, ad ex aequo con il Liverpool e la Coppa delle Coppe 1964-1965, battendo in finale i tedeschi del Monaco 1860. Con gli Hammers in tutte le competizioni a giocato 263 incontri, segnando 53 reti.
Dal 1970 al dicembre 1973 è in forza al Sheffield Weds, che lo acquista per £65.000, giocando sempre nella serie cadetta inglese.
Nel dicembre 1973 torna a giocare nella massima serie inglese, in forza al Norwich City, che lo acquistò per $75.000, con cui retrocederà in cadetteria al termine della First Division 1973-1974.
La stagione seguente resta nella massima serie, ingaggiato dal Chelsea per $110.000. Con i Blues retrocederà in cadetteria al termine del campionato.
Nella stagione 1975 viene ingaggiato in prestito dagli statunitensi del T.B. Rowdies, neonata franchigia della NASL. Con i Rowdies, giocando da titolare la finale, si aggiudicò il torneo nordamericano, superando nel Soccer Bowl '75 i Portland Timbers.
Nel 1976, svincolato dal Chelsea, si trasferisce in Sudafrica, ingaggiato dal Cape Town City, con cui vinse la NFL 1976 e la NFL Cup 1976.
Terminata la carriera agonistica resta a vivere in Sudafrica, stabilendosi a Città del Capo.

## Palmarès

### Competizioni nazionali
- Coppa d'Inghilterra: 1

West Ham: 1963-1964
- Community Shield: 1

West Ham: 1964
- Campionato NASL: 1

Tampa Bay Rowdies: 1975
- National Football League: 1

Cape Town City: 1976
- National Football League Cup: 1

Cape Town City: 1976

### Competizioni internazionali
- Coppa delle Coppe: 1

West Ham: 1964-1965